# Jispa
Jispa är en ort i Indien.   Den ligger i distriktet Lāhul and Spiti och delstaten Himachal Pradesh, i den norra delen av landet, 400 km norr om huvudstaden New Delhi. Jispa ligger 3 269 meter över havet och antalet invånare är 332.
Terrängen runt Jispa är huvudsakligen mycket bergig. Jispa ligger nere i en dal. Runt Jispa är det mycket glesbefolkat, med 3 invånare per kvadratkilometer. Närmaste större samhälle är Kyelang, 16,1 km väster om Jispa. Trakten runt Jispa är permanent täckt av is och snö.